# 厄施根
厄施根是瑞士的城鎮，位於該國北部，由阿爾高州負責管轄，面積4.38平方公里，海拔高度342米，該地區自石器時代有人類居住，2012年人口946，人口密度每平方公里216人。